# 479553 Garyzema
479553 Garyzema è un asteroide della fascia principale. Scoperto nel 2009, presenta un'orbita caratterizzata da un semiasse maggiore pari a 2,4933178 au e da un'eccentricità di 0,0481998, inclinata di 6,25147° rispetto all'eclittica.